# Шалгов (потік)
Шалгов (словац. Šalgov) — річка в Словаччині, права притока Ториси, протікає в окрузі Сабінов.
Довжина приблизно 7.5-8.1 км. Витік знаходиться в масиві Бахурень (схил гори Когут) на висоті близько 600 метрів. Протікає територією сіл Узовський Шалґов і Ражняни.
Впадає в Торису на висоті приблизно 305—310 метрів.
Ліві притоки
- Шалговець

Праві притоки
- безіменні